# Albert Kapicki
Albert Antoni Kapicki (ur. 23 kwietnia 1838 w Gdańsku, zm. 3 kwietnia 1919 w Lubawie), polski duchowny katolicki, wieloletni proboszcz w Brzoziu Lubawskim, działacz społeczny.
Był synem gdańskiego robotnika Jakuba i Renaty z Dybalskich. Uczęszczał do Gimnazjum Miejskiego w Gdańsku, korzystając ze stypendium socjalnego. W 1859 uzyskał świadectwo dojrzałości i na pól roku wyjechał do Cygusów koło Sztumu, gdzie jako nauczyciel domowy u Donimirskich doskonalił swój język polski. Kontynuował naukę w seminarium duchownym w Pelplinie, 4 kwietnia 1863 otrzymał święcenia kapłańskie.
Przez pierwsze sześć lat pracy duszpasterskiej był wikariuszem w kilku parafiach, m.in. w Tczewie, Kościerzynie i Tucholi. W 1869 objął na krótko administrację parafii Biskupice. W listopadzie tegoż roku mianowany został proboszczem w Brzoziu Lubawskim. Na czele tej parafii przepracował przeszło czterdzieści lat, przechodząc w stan spoczynku w czerwcu 1910.
W latach 1872–1874 pod kierunkiem proboszcza Kapickiego powstał w Brzoziu Lubawskim nowy kościół pod wezwaniem św. Jana Chrzciciela, 8 listopada 1874 konsekrowany przez biskupa pomocniczego chełmińskiego Jerzego Jeschkego. Kapicki wyposażył świątynię w stacje Drogi Krzyżowej oraz sprzęt liturgiczny. W 1878 powołał do życia Apostolstwo Modlitwy.
Był aktywnym działaczem Towarzystwa Czytelni Ludowych, bibliotekarzem w tej organizacji, a także lokalnym inspektorem szkół ludowych. Pozostawał pod baczną obserwacją władz pruskich, które nie bez racji zarzucały mu sprzyjanie polskim dążeniom narodowościowym.
W 1910 przekazał opiekę nad parafią ks. Leonowi Kiedrowskiemu-Loewe, znanemu w regionie polskiemu społecznikowi, który mógł jednak pełnić w Brzoziu jedynie obowiązki administratora wobec sprzeciwu władz pruskich w sprawie jego nominacji na proboszcza. Kapicki jako emeryt osiadł w Lubawie, mieszkał w Zakładzie Sióstr Miłosierdzia. W 1913 na jubileusz 50-lecia kapłaństwa obdarzony został godnością radcy duchownego. Zmarł 3 kwietnia 1919 w Lubawie.